# Aiko Onozawa
Aiko Onozawa 小野沢 愛子?, Onozawa Aiko (19 agosto 1945) è un'ex pallavolista giapponese, vincitrice della medaglia d'argento a Città del Messico 1968.

## Palmarès
- Giochi olimpici

Città del Messico 1968: argento.